# 澳門巴士C06路線
澳門巴士C06路線是已取消的路線，由應變協調中心開設，由新福利營運，往返社區治療中心（澳門蛋）和澳門大學（大學南）。

## 簡介及歷史
- 2022年12月16日，本線正式開辦，由石排灣業興大馬路作起點站，經澳門大學（大學南）、奧林匹克運動場圓形地（奧林匹克體育中心對面馬會旁）、澳門大學（大學南）、業興大馬路。[1][2]
- 2022年12月22日，本線由社區門診巴士專線改為社區治療中心專線，並改以社區治療中心（澳門蛋）作起點站，經業興大馬路、大學南後折返。[3][4]
- 2023年1月8日，因應疫情過渡期結束，本線結束營運。[5]

## 使用車輛
- 蘇州金龍KLQ6108GQ30
（由新型冠狀病毒感染應變協調中心租賃新福利非營運車輛行駛）

## 路線資料

### 收費
- 免費（供COVID-19核酸單管檢測陽性或快速抗原檢測陽性人士乘坐）

### 服務時間及班距
| 服務時間               | 每天          |               |
| ---------------------- | ------------- | ------------- |
| 社區治療中心（澳門蛋） | 13:00 - 22:00 | 13:00 - 22:00 |
| 班距                   | 60分鐘        |               |

### 路線停站
| C06  | 社區治療中心（澳門蛋） ↺ 澳門大學（大學南） | 社區治療中心（澳門蛋） ↺ 澳門大學（大學南） | 社區治療中心（澳門蛋） ↺ 澳門大學（大學南） |
| 序號 | 循環線                                      | 循環線                                      | 循環線                                      |
| 序號 | 站號                                        | 站名                                        | 社區門診／社區治療中心                      |
| 1    | L903                                        | 社區治療中心 （澳門蛋）                     | 感染者社區治療中心                          |
| 2    | L914                                        | 業興大廈                                    | 石排灣臨時衛生站社區門診                    |
| 3    | L915                                        | 澳門大學 （大學南）                         |                                             |
| 4    | L914                                        | 業興大廈                                    | 石排灣臨時衛生站社區門診                    |
| 5    | L903                                        | 社區治療中心 （澳門蛋）                     | 感染者社區治療中心                          |

## 外部連結
- 澳門新福利公共汽車有限公司（官方網站） （页面存档备份，存于）